# Friesea cera
Friesea cera är en urinsektsart som beskrevs av Christiansen och Bellinger 1974. Friesea cera ingår i släktet Friesea och familjen Neanuridae. Inga underarter finns listade i Catalogue of Life.